# Muñeca rota
Muñeca rota é uma telenovela mexicana, produzida pela Televisa e exibida em 1978 pelo El Canal de las Estrellas.

## Elenco
- Norma Herrera
- Bertha Moss
- Beatriz Sheridan